# Route nationale 101
La route nationale 101 (RN 101 o N 101) è stata una strada nazionale francese.

## Percorso
Dal 1972 al 2005 si trovava a Remoulins ed era lunga soltanto 1 km, in quanto raccordo tra la N86 e la N100. Oggi questa strada è la D6101.
Prima del 1972, invece, partiva dalla N86 a Pont-Saint-Esprit. Saliva verso le alture del Massiccio Centrale ad ovest ed incrociava la N104 a Saint-Paul-le-Jeune, condividendo un breve tratto con essa. Si dirigeva a nord fino a Les Vans per poi virare di nuovo ad ovest, attraversava il lago di Villefort e risaliva la valle dell'Altier. Infine ridiscendeva lungo quella del Lot e terminava all'innesto sulla N88 sul colle della Tourette in comune di Badaroux.